# Andrej Tsjernisjov
Andrej Aleksejevitsj Tsjernisjov (Russisch: Андрей Алексеевич Чернышов) (Moskou,7 januari 1968) is een Russisch voetbalcoach en voormalig voetballer die bij voorkeur als centrale verdediger speelde. In 1992 nam Tsjernisjov met het GOS deel aan EURO 1992 te Zweden.

## Clubcarrière
Op het palmares van Tsjernisjov, een boomlange centrale verdediger (190 cm), staan een Russisch landskampioenschap (Premjer-Liga) en een Beker van de Sovjet-Unie met Spartak Moskou – een dubbel uit 1992 – en een Oostenrijkse voetbalbeker met SK Sturm Graz uit 1996. Tsjernisjov heeft daarenboven enkele maanden in België gespeeld, waar hij uitkwam voor Royal Antwerp FC. Zijn periode in België dateert van 1998. Hij mocht slechts negen keer meedoen bij de Belgische club. Tsjernisjov maakte vooral naam bij Dinamo Moskou en dus daarna Spartak Moskou, en in Oostenrijk bij de volgende clubs: Sturm Graz en DSV Leoben.
Tsjernisjov speelde in Oostenrijk eveneens voor BSV Bad Bleiberg, maar kwam amper vijf keer in actie. Even was hij actief in Griekenland bij PAOK Saloniki, maar hij werd geen basisspeler. Tsjernisjov beëindigde zijn loopbaan in 2001 als verdediger van het Russische Roebin Kazan.

## Interlandcarrière
Tsjernisjov nam in 1992 met het Gemenebest van Onafhankelijke Staten deel aan EURO 1992 in Zweden, gewonnen door Denemarken.
Na de ontbinding van de Sovjet-Unie en het ontstaan van Rusland, speelde hij nog drie interlands voor het Russisch voetbalelftal (1992–1993).

## Trainerscarrière
Tsjernisjov stapte na zijn spelerscarrière het trainersvak in. Hij was reeds coach van Spartak Moskou (2003) en Dinamo Tbilisi (2006).

## Erelijst
| Competitie                |                |                |                |                |
| Competitie                | Aantal         | Jaren          |                |                |
| Spartak Moskou            | Spartak Moskou | Spartak Moskou | Spartak Moskou | Spartak Moskou |
| ------------------------- | -------------- | -------------- | -------------- | -------------- |
| Premjer-Liga              | 1x             | 1992           |                |                |
| Beker van de Sovjet-Unie  | 1x             | 1992           |                |                |
| Sturm Graz                |                |                |                |                |
| Oostenrijkse voetbalbeker | 1x             | 1995/96        |                |                |